# Karl-Heinz Mödrath
Karl-Heinz „Kalli“ Mödrath (* 22. September 1951 in Kerpen) ist ein ehemaliger deutscher Fußballspieler.

## Laufbahn
Karl-Heinz Mödrath spielte in seine Jugend für den SC Kerpen, bis er 1971 zum SC Viktoria Köln wechselte. Ein Jahr später erfolgt der erneute Wechsel zum Lokalrivalen SC Fortuna Köln. Die Fortuna, geführt von dem Präsidenten und Mäzen „Jean“ Hans Löring, spielte in der Regionalliga West und strebte den Aufstieg in die Bundesliga an. Mödrath, mit seinen 1,66 m und 60 kg kein „Brecher“-Typ, kam in seiner ersten Saison 1972/73 auf 13 Einsätze und schoss dabei fünf Tore. Tatsächlich gelang Fortuna Köln in dieser Spielzeit der Aufstieg in die Fußball-Bundesliga.
Das darauffolgende Jahr 1973/74 in der Bundesliga brachte aber dann weder dem Verein Fortuna Köln noch dessen Stürmer Karl-Heinz Mödrath den erhofften Erfolg. Fortuna Köln kam auf den 17. Rang, die erreichten 25:43 Punkte konnten den sofortigen Abstieg nicht verhindern. Mödrath tat sich in der Bundesliga schwer. Er wurde viermal eingewechselt und erzielte dabei immerhin zwei Tore.
In den nächsten Runden in der 2. Bundesliga verbesserte Mödrath kontinuierlich sein Spielvermögen und entwickelte sich zu einem etablierten Torjäger der Liga. Der erneute Aufstieg mit SC Fortuna gelang jedoch nicht mehr. Mödrath erzielte 144 Tore Anm. in 248 Spielen für die Fortuna. Zur Runde 1982/83 wechselte der inzwischen 31-Jährige zu Alemannia Aachen. In seiner letzten Saison in der 2. Bundesliga kam er nochmals auf 25 Einsätze und 7 Treffer. Mit seinen 151 Toren ist Mödrath hinter Simon Terodde (177) und Dieter Schatzschneider (153 Treffer) der dritterfolgreichste Torschütze in der Geschichte der 2. Bundesliga und mit 99 Treffern in Heimspielen außerdem der erfolgreichste Heim-Torschütze. In der Rangliste der Auswärtstorschützen reichen seine 51 Treffer auf fremden Plätzen zu Rang drei. Von Aachen aus ging er für ein Jahr nach Hongkong zur Eastern AA, wo der legendäre englische Fußballer Bobby Moore sein Trainer wurde. Anschließend ließ er seine Karriere von 1984 bis 1985 beim SC Viktoria Köln in der Oberliga Nordrhein ausklingen.
Ab 1989 war er Mitglied der Traditionsmannschaft des 1. FC Köln.

## Erfolge
- In der Saison 1978/79 wurde Mödrath mit 28 Toren Torschützenkönig in der Gruppe Nord.
- Hinter Simon Terodde (177) und Dieter Schatzschneider (153 Tore) belegt Mödrath mit 151 Toren den 3. Platz in der Ewigen Torschützenliste der 2. Bundesliga.
- Er ist der Spieler, der die meisten Tore in der 2. Liga für einen Verein erzielt hat.

## Privat
Karl-Heinz Mödrath arbeitet nach seiner aktiven Zeit im Sportamt der Stadt Frechen. Er wohnt dort im Stadtteil Habbelrath.